# Бахмутка
Ба́хмутка або Ба́хмут — річка в Донецькій області України, права притока Сіверського Донця. Довжина 88 км, площа басейну 1680 км². Скресає на початку березня, замерзає в грудні. Вода частково використовується для технічних потреб та на зрошення. На Бахмутці розташовані міста Бахмут, Сіверськ.

## Водозбір Бахмутки
Бахмут (у гирлі — село Дронівка)
- Кам'янка — права притока, місто Сіверськ, Верхньокам'янське, Верхньокам'янка
  - Плотка — права притока.
  - Ширшов — права притока.
- Яма — права притока, місто Сіверськ, Івано-Дар'ївка, Спірне,
  - Балка Берестова — ліва притока, Берестове, Виїмка
- Суха — ліва притока, у гирлі — село Свято-Покровське, Різниківка, Каленики, Рай-Олександрівка,
- Суха Плітка — права притока, у гирлі — Роздолівка, Веселе, Білогорівка, Василівка,
- Васюківка — ліва притока, села Сакко і Ванцетті, Васюківка, Хромівка, Бондарне, Никифорівка,
  - Копанка — права притока, Привілля, Міньківка,
- Мокра Плітка — права притока, у гирлі — місто Соледар, Нова Кам'янка, Стряпівка, Володимирівка, Трипілля, Вікторівка,
  - Горілий Пень — ліва притока, у гирлі — село Бахмутське, Покровське, Мідна Руда, Відродження,
    - Клинова — ліва притока, село Клинове
    - Вискривка — права притока, село Вискрива
- Середня Ступка — ліва притока, витікає з Жаркого лісу, Калинівка, Богданівка, Берхівка, Парасковіївка,
  - Малі Ступки — ліва притока, Григорівка
  - Кудлина — ліва притока, Оріхово-Василівка, Дубово-Василівка,
- Велика Ступка — ліва притока, бере початок в урочищі Ступки, над річкою райони Бахмуту Ступки, Хромове, села, Іванівське,
- Каменуватий Яр — права притока, північно-східний район Бахмута,
- Зайцева — права притока, села Зайцеве, Вершина
- Кодема — права притока, Кодема, Семигір'я
- Балка Голодоси — права притока, витікає з Високого лісу, села Дача, Гладосове, Травневе
  - Карбонів яр — ліва притока, Травневе
- Жована (Жованка) — ліва притока, витікає з Жованого лісу, тече через Попасні ліски, село Зайцеве
- Житній Яр — права притока, Микитине

## Легенди

### Легенда про скарб на дні річки
Люди, що живуть біля річки, переказують легенду про похований скарб на дні річки. Колись давно річка Бахмутка, що в старі часи звалася просто Бахмут, була ніби настільки повноводною, що по ній ходили кораблі. І буцімто там затонув корабель чи то великий човен із золотом. Опісля здобуття Україною незалежності одна японська фірма пропонувала місцевій владі безкоштовно розчистити річку та зміцнити береги, але за однієї умови: все, що японці там знайдуть — належатиме їм. Місцева влада відмовилася, тим самим посилюючи правдоподібність легенди.
Але ця легенда не є унікальною, ідентичні можна почути і в інших місцевостях, де є мілководні річки
.

## Світлини

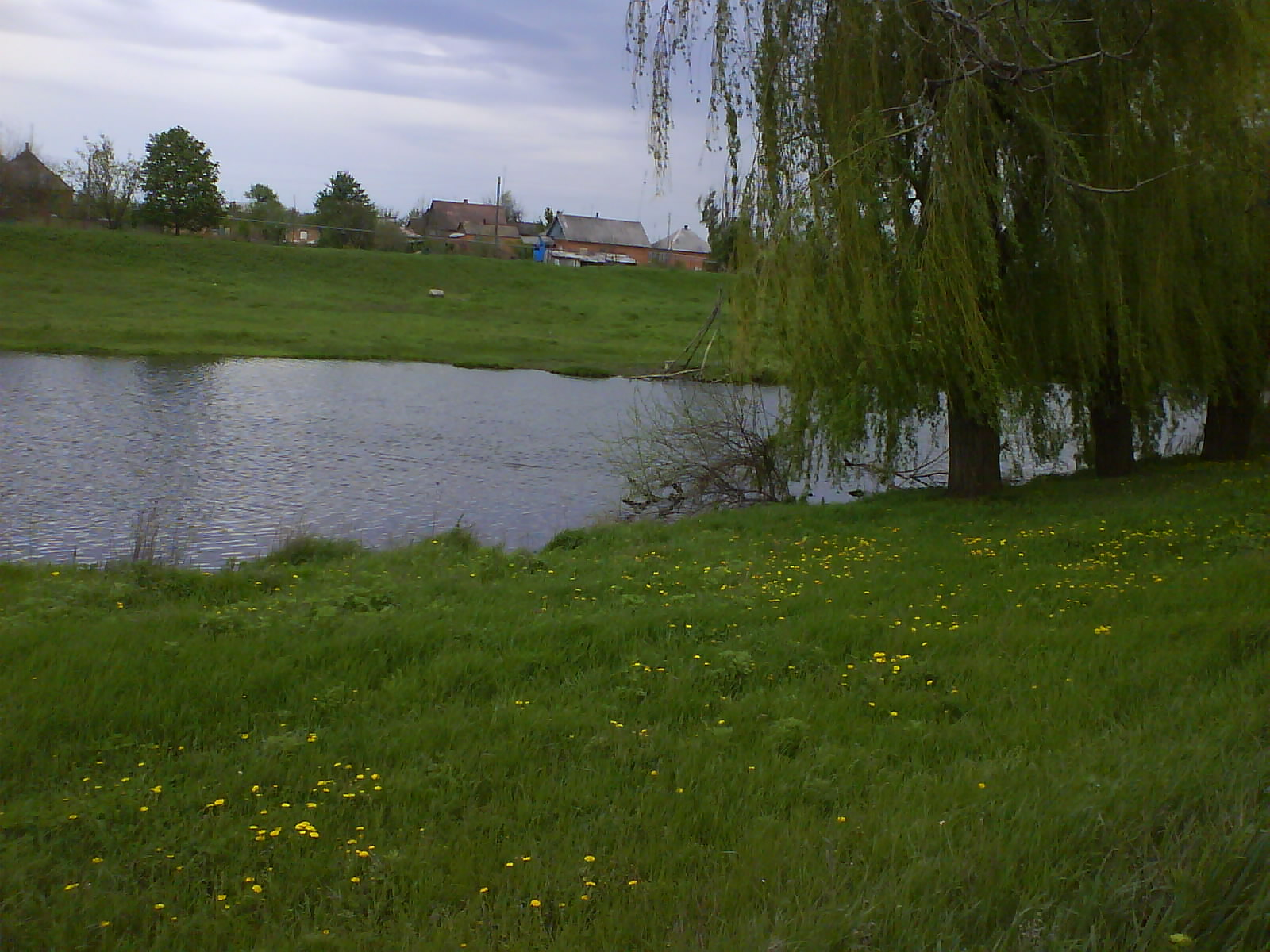
Бахмутка в місті Сіверськ
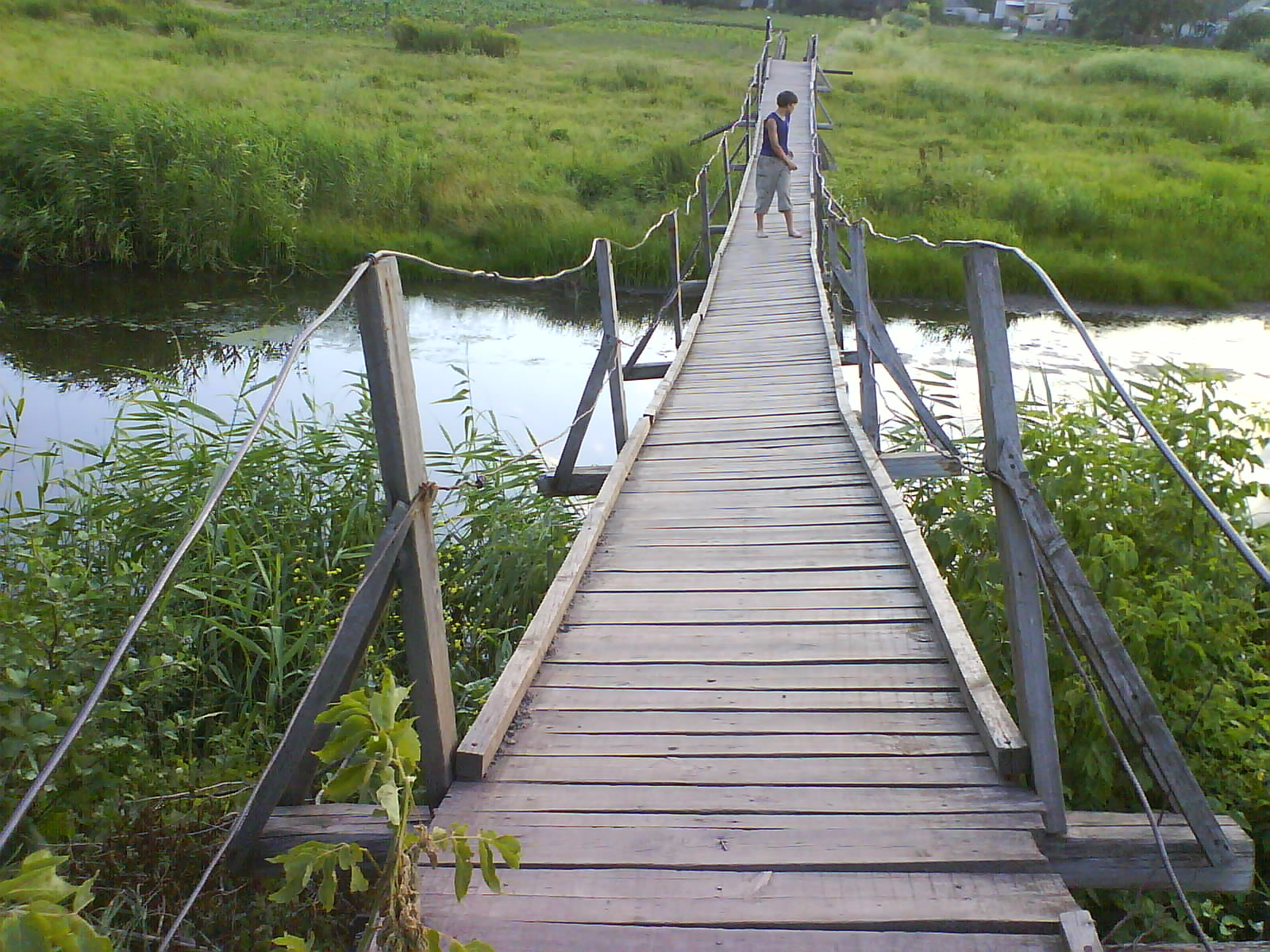
Пішохідний міст через Бахмутку в Сіверську
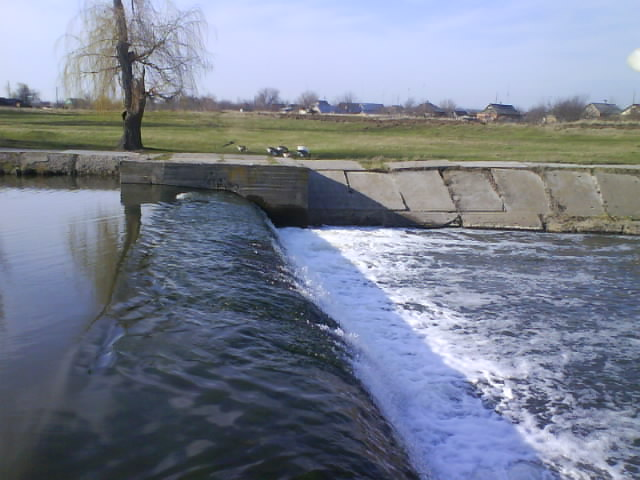
Дамба на річці Бахмутка в Сіверську